# Nave officina

Assunta Tontini Madre, fu negli anni 1970 la più grande nave officina d'Europa

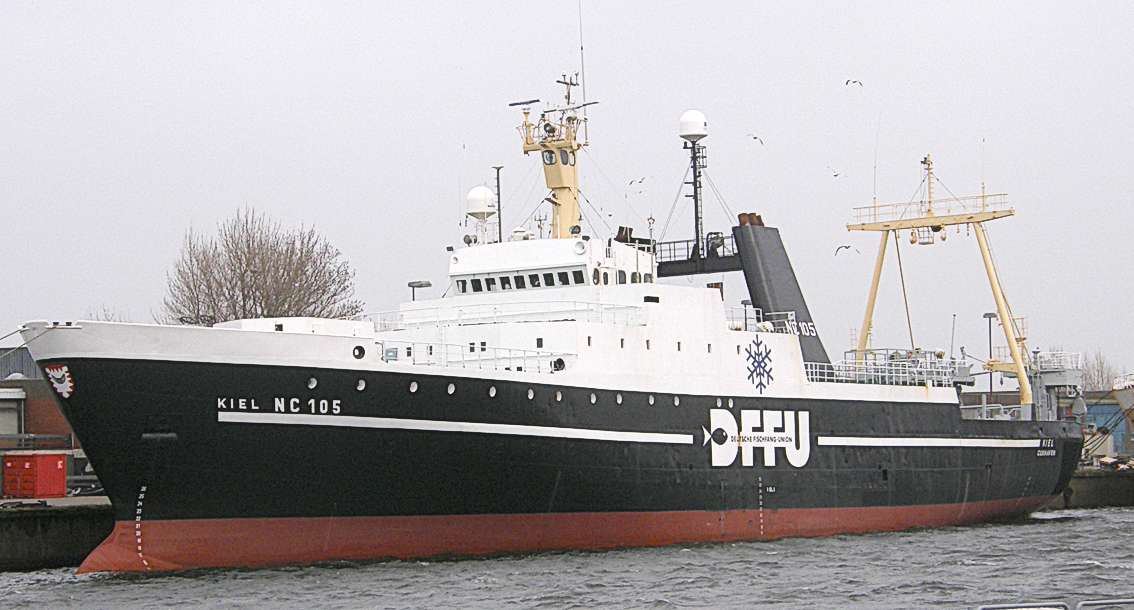
La nave officina tedesca Kiel NC 105.

Nell'uso comune della lingua italiana, il termine «nave officina» può avere due accezioni diverse a seconda che si tratti di una nave mercantile o di una nave militare.

## Marina mercantile

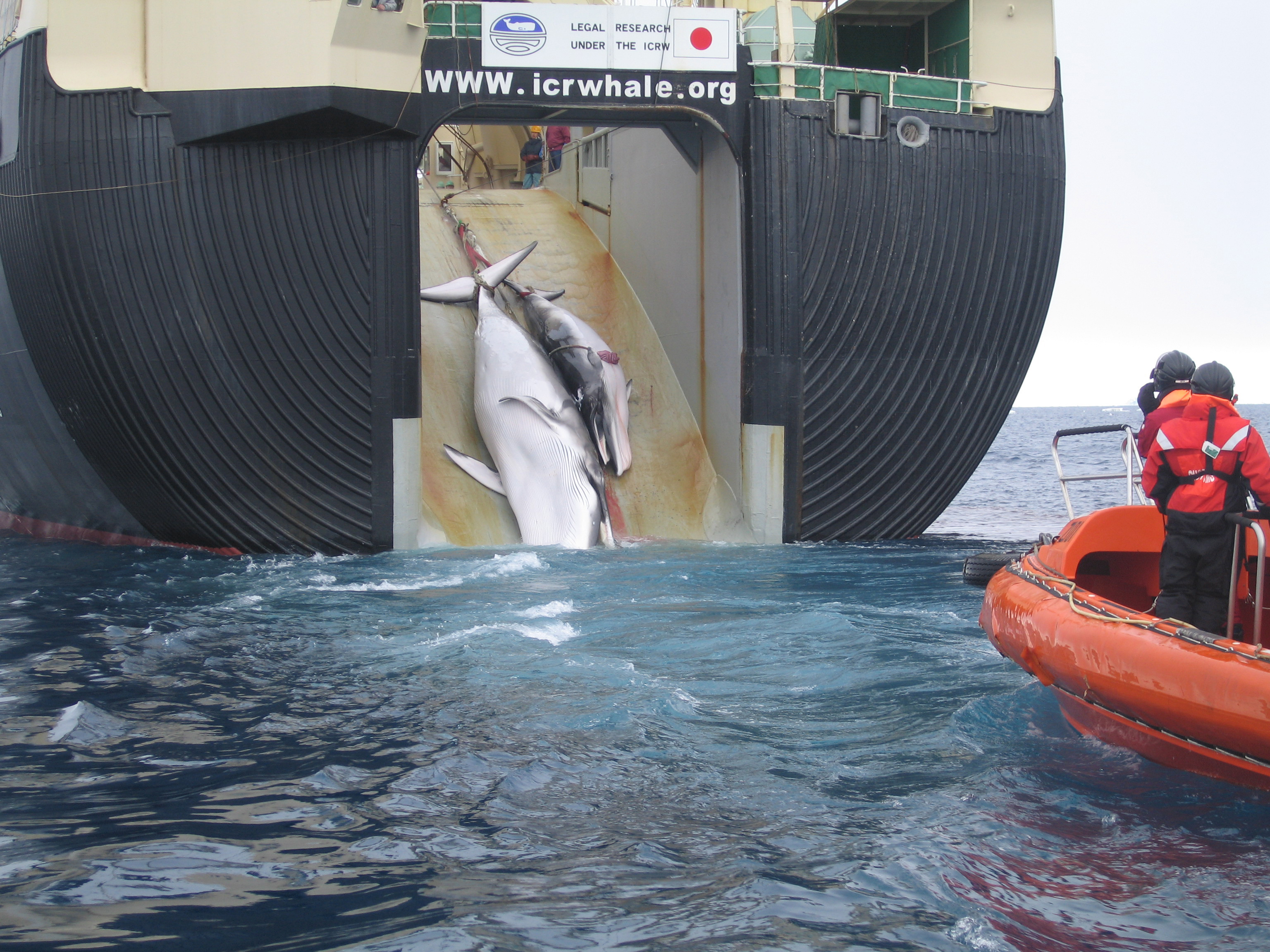
Un esemplare adulto e uno di circa un anno di balenottere minori mentre vengono issate a bordo della Nisshin Maru, unica nave officina baleniera al mondo. La fotografia è stata scattata nell'Oceano Australe da agenti di una nave del Servizio delle dogane e di protezione delle frontiere australiano durante una missione di pattugliamento.

L'accezione corrente del termine nell'ambito della marina mercantile intende per nave officina (o anche nave stabilimento) una imbarcazione attrezzata per la prima lavorazione del pesce e per la sua conservazione.
A volte è erroneamente indicata come "nave fattoria" a causa dell'errata traduzione del termine inglese factory ship.

### Storia
La progressiva diminuzione del numero di balene nell'Atlantico settentrionale comportò, sul finire del XIX secolo l'abbandono delle stazioni baleniere. A tal proposito i cacciatori giunsero alla conclusione di varare navi officina, che non necessitavano la costruzione di costosi impianti a terra destinati a essere operativi per periodi troppo brevi per risultare economici, risultando preferibile effettuare tali processi a bordo. Ai primi del 900 i norvegesi furono i primi a varare simili vascelli, perfezionando altresì le tecniche venatorie e gli strumenti di caccia. Il primato tecnologico spetta però ai giapponesi, che giunsero a impiegare il sonar per primi sulle baleniere, al fine di rilevare la distanza e gli spostamenti dei cetacei.

## Marina militare

Quarnaro, nave officina della Regia Marina

Facente parte del naviglio ausiliario della flotta, è attrezzata, o specificatamente costruita, per fungere da nave officina in grado di riparare i danni subiti dalle unità da combattimento rendendo così più veloce il loro rientro in servizio (esempio la nave appoggio sottomarini USS Holland).
Nella Marina Militare italiana, che nel secondo dopoguerra e per tutta la guerra fredda ne ha fatto ampio uso, tale tipologia era classificata come moto officina costiera, o per brevità, con l'acronimo: "MOC".